# 龍鳳寺 (彰化市)
龍鳳寺，又名彰化寺，是位在台灣彰化縣彰化市的寺院，本尊阿彌陀佛。

## 歷史
台灣日治時代明治42年（1909年），借用東門的王茂盛祖廟，建立本願寺派彰化布教所。明治44年（1911年），移轉至西門町現址。大正14年（1925年），改稱「彰化寺」，以迎自京都的木佛為本尊。戰後，改稱「龍鳳寺」至今。

## 脚注
1. ↑  .   [2022-01-13]. （原始内容存档于2022-01-13）.

## 關連項目
- 台灣佛教